# Южный Йемен на Олимпийских играх
Южный Йемен принимал участие в Олимпийских играх только один раз — в 1988 году в Сеуле. После объединения с Северным Йеменом в 1990 году, Йемен начал выступать на Олимпийских играх единой командой.
Страну на Играх представляли 3 легкоатлета и 2 боксёра.
Олимпийских медалей спортсмены НДРЙ не завоёвывали.